# ISO 3166-1 alfa-2

Um mapa da Europa, com os códigos ISO 3166-1 alfa-2 em substituição dos nomes completos dos países e outros territórios

ISO 3166-1 alfa-2 são os códigos de países de duas-letras definido no ISO 3166-1, parte do padrão ISO 3166 publicado pela Organização Internacional para Padronização (ISO), para representar países, territórios dependentes, e de zonas especiais de interesse geográfico. Eles são os mais utilizados dos códigos de país publicado pela ISO, e são utilizados com mais destaque para o código do país de domínio de nível superior (com algumas alterações) da Internet. Eles foram incluídos na primeira parte da norma ISO 3166 em sua primeira edição em 1974.

## Usos e aplicações
Os códigos ISO 3166-1 alfa-2 são utilizados em diferentes ambientes e também fazem parte de outras normas. Em alguns casos, eles não estão totalmente implementados.

### Implementações perfeitas
Os códigos ISO 3166-1 alfa-2 são usados em:
- ISO 3901 — International Standard Recording Code
- ISO 4217 — Códigos das moedas
- ISO 6166 — International Securities Identifying Number (ISIN) system
- ISO 7372 — Trade data interchange (Trade data elements directory)
- ISO 9362 — SWIFT codes (Bank Identifier Codes)
- ISO 9375
- ISO 13616 — International Bank Account Numbers
- UN/LOCODE — Nações Unidas Código de Comércio e Transportes Locais, implementado pelo Comissão Económica das Nações Unidas para a Europa
- IETF language tags